# 木須菲利浦
木須 德蘇薩 菲利浦（日语：／，1999年9月4日—）是一名出生於日本靜岡縣富士市的職業棒球選手，效力於日本職棒東京養樂多燕子，主要守備位置為捕手。

## 個人情報

### 背號
- 130（2018年－2021年）
- 025（2023年－）

## 外部連結
- 木須菲利浦在日本職棒（英语）
- 木須菲利浦在Baseball-Reference.com（小聯盟以及海外聯盟）（英语）